# Comuna Lăpugiu de Jos, Hunedoara
Lăpugiu de Jos (în maghiară: Alsólapugy, în germană: Unterlappendorf) este o comună în județul Hunedoara, Transilvania, România, formată din satele Baștea, Cosești, Fintoag, Grind, Holdea, Lăpugiu de Jos (reședința), Lăpugiu de Sus, Lăsău, Ohaba și Teiu. Se învecinează cu comuna timișeană Margina la vest.

## Demografie
Componența etnică a comunei Lăpugiu de Jos
     Români (95,89%)
     Alte etnii (0,14%)
     Necunoscută (3,97%)
Componența confesională a comunei Lăpugiu de Jos
     Ortodocși (60,48%)
     Penticostali (34,79%)
     Alte religii (0,62%)
     Necunoscută (4,11%)
Conform recensământului efectuat în 2021, populația comunei Lăpugiu de Jos se ridică la 1.460 de locuitori, în scădere față de recensământul anterior din 2011, când fuseseră înregistrați 1.659 de locuitori. Majoritatea locuitorilor sunt români (95,89%), iar pentru 3,97% nu se cunoaște apartenența etnică. Din punct de vedere confesional, majoritatea locuitorilor sunt ortodocși (60,48%), cu o minoritate de penticostali (34,79%), iar pentru 4,11% nu se cunoaște apartenența confesională.

## Politică și administrație
Comuna Lăpugiu de Jos este administrată de un primar și un consiliu local compus din 9 consilieri. Primarul, Emanuel-Alin Drăgănesc[*], de la Partidul Social Democrat, este în funcție din 1 noiembrie 2024. Începând cu alegerile locale din 2024, consiliul local are următoarea componență pe partide politice:
|  | Partid                          | Consilieri | Componența Consiliului | Componența Consiliului | Componența Consiliului | Componența Consiliului | Componența Consiliului |
|  | ------------------------------- | ---------- | ---------------------- | ---------------------- | ---------------------- | ---------------------- | ---------------------- |
|  | Partidul Social Democrat        | 5          |                        |                        |                        |                        |                        |
|  | Partidul Național Liberal       | 3          |                        |                        |                        |                        |                        |
|  | Alianța pentru Unirea Românilor | 1          |                        |                        |                        |                        |                        |

## Atracții turistice
- Biserica de lemn "Cuvioasa Paraschiva" din satul Holdea, construcție 1818
- Biserica de lemn "Adormirea Maicii Domnului" din satul Lăpugiu de Jos, construcție 1765, monument istoric
- Biserica de zid "Adormirea Maici Domnului" din satul Teiu, construcție 1788
- Rezervația naturală "Locul fosilifer de la Lăpugiu de Sus" (5 ha)